# Каган, Эля Шоломович
Эля Шоломович Каган (10 февраля 1909, Минск — 12 июля 1944) — еврейский советский писатель, редактор.

## Биография
Родился в семье учителя. Учился в профтехшколе обувщиков, работал в минском журнале «Штерн» (звезда). Дебютировал рассказом «Сердце на вёслах» («А харц аф веслес») в 1926 году в газете «Дер эмес» — «Эмес-журнал» (Москва). Окончил ПТУ, работал в Институте еврейской культуры Академии наук Украинской ССР.
В апреле 1941 года был арестован вместе с Гиршем Берёзкиным и Зеликом Аксельродом. 26 июня сотрудники НКВД вывезли в лес заключённых, где расстреляли всех политических. Каган уцелел потому, что его приняли за уголовника, Аксельрод был убит, а Берёзкин бежал в момент расстрела.
Погиб в 1944 году на фронте при освобождении Белоруссии. Похоронен в братской могиле в посёлке Зельва.

## Творчество
Автор книг «Дерцейлунген ун миниатюрн» («Рассказы и миниатюры») (1932), «Весёлый напев» («А лебедик гезиндл»), «А штот он клойстерс» («Город без церквей», 1936), «Детские рассказы» (1936), инсценировки (совместно с З. Аксельродом) «Маленький человечек» по мотивам произведений Менделе Мойхер-Сфорима (1938). В 1936—1939 годах литературный редактор в минском журнале «Штерн».

## Публикации
- Свежее сено: Рассказы / Пер. с евр. А. Гонтаря и В. Гофштейна. В выходных данных: Эля Шоломович Каган. М.: Советский писатель, 1963.